# لویی گوتیه
لویی گوتیه (فرانسوی: Louis Gauthier‎; ۱۲ آوریل ۱۹۱۶ – ۶ اوت ۲۰۰۵) دوچرخه‌سوار اهل فرانسه بود.